# Fawfieldhead
Fawfieldhead – osada i civil parish w Anglii, w Staffordshire, w dystrykcie Staffordshire Moorlands. W 2011 civil parish liczyła 289 mieszkańców.